# Ольшамовиці
Ольшамовиці (пол. Olszamowice) — село в Польщі, у гміні Фалкув Конецького повіту Свентокшиського воєводства.
Населення — 275 осіб (2011).
У 1975-1998 роках село належало до Пйотрковського воєводства.

## Демографія
Демографічна структура на день 31 березня 2011 року:
|          | Загалом | Допрацездатний вік | Працездатний вік | Постпрацездатний вік |
| -------- | ------- | ------------------ | ---------------- | -------------------- |
| Чоловіки | 139     | 29                 | 87               | 23                   |
| Жінки    | 136     | 33                 | 70               | 33                   |
| Разом    | 275     | 62                 | 157              | 56                   |